# الکه زمیش
الکه زمیش (به انگلیسی: Elke Sehmisch) (زادهٔ ۴ مهٔ ۱۹۵۵) شناگر اهل آلمان است.